# Clytus robertae
Clytus robertae är en skalbaggsart som beskrevs av Mineau och Teocchi 1986. Clytus robertae ingår i släktet Clytus och familjen långhorningar.
Artens utbredningsområde är Frankrike. Inga underarter finns listade i Catalogue of Life.